# Dirhinus sureshani
Dirhinus sureshani är en stekelart som beskrevs av T.C. Narendran 1989. Dirhinus sureshani ingår i släktet Dirhinus och familjen bredlårsteklar. Inga underarter finns listade i Catalogue of Life.